# The Mamas & the Papas
The Mamas & the Papas je ime poznatog američkog folk i pop sastava, osobito popularnog krajem 1960-ih po svom velikom hitu koji se vrti i danas California Dreamin’.

## Povijest sastava
Spiritus movens ovog pjevačkog sastava bio je pjevač John Phillips koji je svoju svoju glazbenu karijeru započeo u sastavu  Smoothie sa Scott McKenziem (autorom Hippie himne San Francisco (Be Sure to Wear Flowers in Your Hair), oni su potom osnovali sastav  The Journeymen. Kanađanin Denny Doherty i njegova prijateljica Cass Elliot, drugo dvoje članova budućeg sastava The Mamas & the Papas, također su imali glazbeno iskustvo - bili su članovi sastava Mugwumps. 
John Phillips, i njegova supruga Michelle susreli su 1964.u Los Angelesu pjevački par Denny Dohertya i Cass Elliot. Svi četvoro otputovali su na Karibe da se bolje upoznaju, nakon povratka odlučili su se udružiti, te su potpisali ugovor s izdavačkom kućom Dunhill Records 1965. godine.
Već njihova prva pjesma California Dreamin’ prodana je u preko milijun primjeraka, potom su uslijedili hitovi; Monday, Monday, Go Where You Wanna Go und Dedicated to the One I Love. Već njihov prvi hit jasno je odredio svjetonazor i stil sastava. Pjesmu su napisali John i Michelle Phillips 1963., kad su živjeli u New Yorku, tekst je bio odraz Michelline čežnje za rodnom sunčanom Kalifornijom. To je inače bilo doba kad se počela rađati Hippie pokret, a pjesma California Dreamin’ kao da je bila sve što je pokret htio napraviti- otići negdje gdje je toplo i dobro se zabavljati. Lijepo usklađeni muško ženski glasovi, uz pratnju gitara bili su recept za planetarni uspjeh sastava.
Njihove pjesme bile su kombinacija folka i pop s lirskim tekstovima. Mamas & the Papas bili su gotovo zaštitni znak djece cvijeća - oni su čak i živjeli na takav način te postali uzor mnogim mladim ljudima po Americi i širom svijeta (živjeli su zajedno u nekoj vrsti komune).
No kad je John Phillips saznao da ga žena vara s Dennym Dohertyem, jednostavno ih je oboje u lipnju 1966. istjerao iz sastava, te angažirao Jill Gibson na njeno mjesto. No već krajem kolovoza, ni tri mjeseca kasnije, Phillips je vratio svoju nevjernu ženu Michelle natrag u sastav, a Gibson je otpuštena uz otpremninu.
Sastav se okupio 1967. na Monterey Pop Festivalu na inicijativu John Phillipsa, koji je bio i organizator festivala i snimili su film Monterey Pop.
John i Michelle Phillips razveli su se 1968., i to je bio kraj sastava Mamas and Papas. Nakon što su relativno neuspješno pokušali napraviti vlastite solo karijere, ponovno su se okupili 1971., i snimili svoj posljednji album - People Like Us, koji je prošao nezapaženo. Simpatična debeljuca Cass Elliot je umrla od srčanog udara 1974. i to je značio definitivni kraj Mamas and Papas.
U 1982., John Phillips i Denny Doherty, osnovali su novu grupu pod vrlo sličnim nazivom The Mamas and the Papas, uz njih dvojicu članovi ovog kvarteta bili su Phillipsova kći Mackenzie Phillips i Elaine Spanky McFarlane. Ali se sastav ubrzo raspao jer nisu imali nikakva uspjeha.
- 1998. The Mamas & the Papas postali su članovi kuće slavnih Rock and Roll Hall of Fame.[2]

- John Phillips umro je od srčanog udara 2001., a ubrzo nakon njega i Denny Doherty 2007., tako da je Michelle Phillips, jedini živući član sastava.

## Diskografija

### Albumi
- 1966 − If You Can Believe Your Eyes and Ears
- 1966 – The Mamas & The Papas
- 1967 – The Mamas & The Papas Deliver
- 1968 – The Papas & The Mamas
- 1971 – People Like Us

### Singl ploče (hitovi)
- California Dreamin’ (1966, SAD #4, UK #23)
- Monday, Monday (1966, SAD#1, UK #3, Njem. #2)
- I Saw Her Again Last Night (1966, SAD #5, UK #11, Njem. #29)
- Words of Love (1966, SAD #5, UK #47)
- Dedicated to the One I Love (1967, SAD #2, UK #2, Njem. #26)
- Look Through My Window (1967, SAD #24)
- Creeque Alley (1967, SAD #5, UK #9)
- Twelve-Thirty (1968, SAD #20)
- Dream a Little Dream of Me (1968) (tu pjesmu reizadala je i Mama Cass i to je bio njen prvi hit)
- Dancing Bear (1967, SAD #51)
- Safe in My Garden (1968, SAD #53, UK #20)
- Glad to Be Unhappy (1967, SAD #26)
- For the Love of Ivy (1968, SAD #81)
- Do You Wanna Dance (1968, SAD #76)
- Step Out (1972, SAD #81)

## Vanjske poveznice
- Portal obožavatelja (engl.)  Arhivirana inačica izvorne stranice od 26. svibnja 2010. (Wayback Machine)
- Vocal Group Hall of Fame  Arhivirana inačica izvorne stranice od 12. ožujka 2007. (Wayback Machine) - Životopis sastava The Mamas and the Papas